# Canton de Luzy
Le canton de Luzy est une circonscription électorale française située dans le département de la Nièvre et la région Bourgogne-Franche-Comté.

## Géographie
Ce canton est organisé autour de Luzy dans l'arrondissement de Château-Chinon (Ville). Son altitude varie de 190 m (Charrin) à 818 m (Villapourçon).

## Histoire
En 1801, le canton de Luzy absorbe celui de Laroche, excepté Villapourçon.
Par décret du 18 février 2014, le nombre de cantons du département est divisé par deux, avec mise en application aux élections départementales de mars 2015. Le canton de Luzy est conservé et s'agrandit. Il passe de 12 à 32 communes.

## Représentation

### Conseillers généraux de 1833 à 2015
| Période | Période          | Identité                             | Étiquette | Qualité                                                                                                  |
| ------- | ---------------- | ------------------------------------ | --------- | --- |
| 1833    | 1841 (décès)     | Claude Bonneau du Martray            |           | Exploitant des bois et forges de Vendenesse Maire de Sémelay Président du Conseil Général                |
| 1841    | 1867             | Henry Coujard de Laplanche           |           | Propriétaire à Luzy, maire de Millay (1855-1876)                                                         |
| 1867    | 1880             | Edmond Bonneau du Martray            | Droite    | Général, propriétaire à Sémelay                                                                          |
| 1880    | 1892             | Maurice Berger                       | Rad.      | Propriétaire agriculteur Maire de Chiddes Député (1885-1889)                                             |
| 1892    | 1915 (décès)     | Jean Chandioux                       | Rad.      | Commerçant - Maire de Luzy (1884-1915), conseiller d'arrondissement Député (1893-1910)                   |
| 1915    | 1919             | siège vacant                         |           | |
| 1919    | 1923 (décès)     | Georges Épinât                       |           | Maire de Luzy                                                                                            |
| 1923    | 1939 (décès)     | Émile Bramard                        | SFIO      | Médecin Maire de Luzy (1929-1939)                                                                        |
| 1939    | 1940             | siège vacant                         |           | |
|         |                  |                                      |           | |
| 1945    | 1955             | Joseph Bondoux                       | SFIO      | Directeur de coopérative agricole Maire de Luzy                                                          |
| 1955    | 1972 (démission) | Daniel Benoist (gendre d'É. Bramard) | SFIO PS   | Chirurgien - Maire de Luzy Député (1967-1983) Elu en 1972 dans le Canton de Nevers                       |
| 1972    | 1997 (décès)     | Bernard Dollet                       | DVD       | Médecin Adjoint au Maire de Millay                                                                       |
| 1997    | 2000 (décès)     | Marcel Joyeux                        | Gaulliste | Maire de Luzy (1995-2000)                                                                                |
| 2000    | 2011             | Jean-Louis Rollot                    | PS        | Instituteur Maire de Luzy (2001-2014) Président de la Communauté de communes "Entre l'alène et la roche" |
| 2011    | 2015             | Jocelyne Guérin                      | PS        | Cadre bancaire Maire de Luzy depuis 2014                                                                 |

### Conseillers d'arrondissement (de 1833 à 1940)
Le canton de Luzy avait un conseiller d'arrondissement, puis deux.
| Période                                  | Période      | Identité                                  | Étiquette          | Qualité                                                                 |
| ---------------------------------------- | ------------ | ----------------------------------------- | ------------------ | ----------------------------------------------------------------------- |
| 1833                                     | 1839         | Zacharie Denis Bertrand de Rivière        |                    | Procureur fiscal, propriétaire à Larochemillay                          |
| 1839                                     | 1848         | Philibert Lazare Félix Repoux de Chevagny |                    | Propriétaire à Luzy                                                     |
|                                          |              |                                           |                    |                                                                         |
| 1883                                     | 1889         | Hubert Picard                             | Conservateur       | Propriétaire à Apponay, Rémilly                                         |
| 1886                                     | 1892         | Louis Theureau                            | Droite             | Propriétaire à Luzy                                                     |
| 1889                                     | 1892         | Jean Chandioux                            | Rad.               | Commerçant. Maire de Luzy (1884-1915)                                   |
| 1892                                     | 1901         | Jules Perrot                              | Républicain        | Agriculteur, maire de Millay                                            |
| 1892                                     | 1895         | Lazare Montaron                           | Républicain        | Marchand de vin, lieutenant de louveterie, conseiller municipal de Luzy |
| 1895                                     | 1911 (décès) | Marius Eugène Nuguet                      | Radical            | Médecin, adjoint au maire de Luzy                                       |
| 1901                                     | 1907         | Jacques Thirault                          | Républicain        | Propriétaire à La Garde, Millay                                         |
| 1907                                     | 1913         | Jean-Baptiste Bouillot                    | Radical            | Maire de Larochemillay                                                  |
| 1911                                     | 1919         | François Alexis Ravier                    | Radical            | Adjoint au maire de Luzy                                                |
| 1913                                     | 1919         | Théodore Buteau                           | SFIO               | Négociant en vins à Sémelay                                             |
| 1919                                     | 1925         | Jean-Marie Marceau                        | Radical            | Maréchal ferrant à Chiddes                                              |
| 1919                                     | 1925         | Jean Pauchard                             | Radical            | Quincaillier à Luzy                                                     |
| 1925                                     | 1931         | Jean Philippe Théveniault                 | Union républicaine | Maire de Luzy (1923-1929)                                               |
| 1925                                     | 1931         | Jean Gacon                                | Union républicaine | Entrepreneur de maçonnerie à Luzy                                       |
| 1931                                     | 1937         | Jean-Marie Marceau                        | SFIO               | Maréchal-ferrant à Chiddes.                                             |
| 1931                                     | 1935 (décès) | Jean Pauchard                             | SFIO               | Quincaillier à Luzy. Meurt en cours de mandat.                          |
| 1935                                     | 1940         | Georges Pauchard                          | SFIO               | Quincaillier à Luzy. Fils du précédent.                                 |
| 1937                                     | 1940         | Jean-Marie Ducreux                        | SFIO               | Maire de Larochemillay (1935-1945).                                     |
| Les données manquantes sont à compléter. |              |                                           |                    |                                                                         |

Les conseils d'arrondissement ont été suspendus par la loi du 12 octobre 1940 et n'ont jamais été réactivés.

### Conseillers départementaux depuis 2015
| Période élective | Période élective | Mandat | Mandat   | Identité        | Nuance | Nuance | Qualité |
| ---------------- | ---------------- | ------ | -------- | --------------- | ------ | ------ | --- |
| 2015             | 2021             | 2015   | 2021     | Jocelyne Guérin |        | DVG    | Retraitée cadre bancaire, Maire de Luzy 1° Vice-Présidente (Dynamique et aménagement des territoires)                                                                 |
| 2015             | 2021             | 2015   | 2021     | Michel Mulot    |        | DVG    | Ingénieur retraité, conseiller municipal de Cercy-la-Tour Ancien conseiller général du canton de Fours 9e Vice-Président (Education, jeunesse et ressources humaines) |
| 2021             | 2028             | 2021   | en cours | Jocelyne Guerin |        | DVG    | Conseillère sortante, 3ème Vice-Présidente du conseil départemental                                                                                                   |
| 2021             | 2028             | 2021   | en cours | Michel Mulot    |        | DVG    | Conseiller sortant |

### Résultats détaillés

#### Élections de mars 2015
À l'issue du 1er tour des élections départementales de 2015, deux binômes sont en ballottage : Jocelyne Guerin et Michel Mulot (PS, 45,79 %) et Ginette Domart et Claude Royé (DVD, 24,25 %). Le taux de participation est de 59,81 % (6 027 votants sur 10 077 inscrits) contre 53,03 % au niveau départemental et 50,17 % au niveau national.
Au second tour, Jocelyne Guerin et Michel Mulot (PS) sont élus avec 59,75 % des suffrages exprimés et un taux de participation de 59,11 % (3 235 voix pour 5 954 votants et 10 073 inscrits).

#### Élections de juin 2021
Le premier tour des élections départementales de 2021 est marqué par un très faible taux de participation (33,26 % au niveau national). Dans le canton de Luzy, ce taux de participation est de 41,17 % (3 962 votants sur 9 623 inscrits) contre 34,28 % au niveau départemental. À l'issue de ce premier tour, deux binômes sont en ballottage : Jocelyne Guerin et Michel Mulot (DVG, 50,49 %) et Sébastien Descreaux et Véronique Mallet (DVC, 33,89 %).
Le second tour des élections est marqué une nouvelle fois par une abstention massive équivalente au premier tour. Les taux de participation sont de 34,36 % au niveau national, 37,18 % dans le département et 47,8 % dans le canton de Luzy. Jocelyne Guerin et Michel Mulot (DVG) sont élus avec 55,86 % des suffrages exprimés (2 392 voix pour 4 600 votants et 9 624 inscrits),,. 

## Composition

### Composition avant 2015

Situation du canton de Luzy dans le département de la Nièvre avant 2015.

Le canton de Luzy regroupait 12 communes.
| Nom              | Code Insee | Codepostal | Superficie (km2) | Population (dernière pop. légale) | Densité (hab./km2) |
| ---------------- | ---------- | ---------- | ---------------- | --------------------------------- | ------------------ |
| Luzy (chef-lieu) | 58149      | 58170      | 41,67            | 1 984 (2012)                      | 48                 |
| Avrée            | 58019      | 58170      | 13,03            | 93 (2012)                         | 7,1                |
| Chiddes          | 58074      | 58170      | 26,04            | 327 (2012)                        | 13                 |
| Fléty            | 58114      | 58170      | 20,06            | 115 (2012)                        | 5,7                |
| Lanty            | 58139      | 58250      | 12,06            | 127 (2012)                        | 11                 |
| Larochemillay    | 58140      | 58370      | 41,15            | 269 (2012)                        | 6,5                |
| Millay           | 58168      | 58170      | 37,55            | 453 (2012)                        | 12                 |
| Poil             | 58211      | 58170      | 27,02            | 153 (2012)                        | 5,7                |
| Rémilly          | 58221      | 58250      | 36,43            | 158 (2012)                        | 4,3                |
| Savigny-Poil-Fol | 58274      | 58170      | 17,30            | 134 (2012)                        | 7,7                |
| Sémelay          | 58276      | 58360      | 33,53            | 256 (2012)                        | 7,6                |
| Tazilly          | 58287      | 58170      | 25,81            | 245 (2012)                        | 9,5                |

### Composition depuis 2015
Le canton regroupe désormais 32 communes, qui depuis le 1er janvier 2017 font toutes parties de la communauté de communes Bazois Loire Morvan.
| Nom                          | Code Insee | Intercommunalité       | Superficie (km2) | Population (dernière pop. légale) | Densité (hab./km2) | Modifier                                    |
| ---------------------------- | ---------- | ---------------------- | ---------------- | --------------------------------- | ------------------ | ------------------------------------------- |
| Luzy (bureau centralisateur) | 58149      | CC Bazois Loire Morvan | 41,67            | 1 983 (2022)                      | 48                 | modifier les données · modifier les données |
| Avrée                        | 58019      | CC Bazois Loire Morvan | 13,03            | 84 (2022)                         | 6,4                | modifier les données · modifier les données |
| Cercy-la-Tour                | 58046      | CC Bazois Loire Morvan | 45,57            | 1 683 (2022)                      | 37                 | modifier les données · modifier les données |
| Charrin                      | 58060      | CC Bazois Loire Morvan | 26,30            | 606 (2022)                        | 23                 | modifier les données · modifier les données |
| Chiddes                      | 58074      | CC Bazois Loire Morvan | 26,04            | 353 (2022)                        | 14                 | modifier les données · modifier les données |
| Fléty                        | 58114      | CC Bazois Loire Morvan | 20,06            | 90 (2022)                         | 4,5                | modifier les données · modifier les données |
| Fours                        | 58118      | CC Bazois Loire Morvan | 25,53            | 602 (2022)                        | 24                 | modifier les données · modifier les données |
| Isenay                       | 58135      | CC Bazois Loire Morvan | 20,17            | 102 (2022)                        | 5,1                | modifier les données · modifier les données |
| Lanty                        | 58139      | CC Bazois Loire Morvan | 12,06            | 122 (2022)                        | 10                 | modifier les données · modifier les données |
| Larochemillay                | 58140      | CC Bazois Loire Morvan | 41,15            | 228 (2022)                        | 5,5                | modifier les données · modifier les données |
| Maux                         | 58161      | CC Bazois Loire Morvan | 22,60            | 146 (2022)                        | 6,5                | modifier les données · modifier les données |
| Millay                       | 58168      | CC Bazois Loire Morvan | 37,55            | 439 (2022)                        | 12                 | modifier les données · modifier les données |
| Montambert                   | 58172      | CC Bazois Loire Morvan | 25,97            | 116 (2022)                        | 4,5                | modifier les données · modifier les données |
| Montaron                     | 58173      | CC Bazois Loire Morvan | 33,40            | 159 (2022)                        | 4,8                | modifier les données · modifier les données |
| Montigny-sur-Canne           | 58178      | CC Bazois Loire Morvan | 30,36            | 154 (2022)                        | 5,1                | modifier les données · modifier les données |
| Moulins-Engilbert            | 58182      | CC Bazois Loire Morvan | 40,76            | 1 354 (2022)                      | 33                 | modifier les données · modifier les données |
| La Nocle-Maulaix             | 58195      | CC Bazois Loire Morvan | 32,66            | 270 (2022)                        | 8,3                | modifier les données · modifier les données |
| Poil                         | 58211      | CC Bazois Loire Morvan | 27,02            | 151 (2022)                        | 5,6                | modifier les données · modifier les données |
| Préporché                    | 58219      | CC Bazois Loire Morvan | 29,89            | 209 (2022)                        | 7,0                | modifier les données · modifier les données |
| Rémilly                      | 58221      | CC Bazois Loire Morvan | 36,43            | 155 (2022)                        | 4,3                | modifier les données · modifier les données |
| Saint-Gratien-Savigny        | 58243      | CC Bazois Loire Morvan | 19,53            | 115 (2022)                        | 5,9                | modifier les données · modifier les données |
| Saint-Hilaire-Fontaine       | 58245      | CC Bazois Loire Morvan | 23,37            | 171 (2022)                        | 7,3                | modifier les données · modifier les données |
| Saint-Honoré-les-Bains       | 58246      | CC Bazois Loire Morvan | 25,12            | 687 (2022)                        | 27                 | modifier les données · modifier les données |
| Saint-Seine                  | 58268      | CC Bazois Loire Morvan | 17,73            | 186 (2022)                        | 10                 | modifier les données · modifier les données |
| Savigny-Poil-Fol             | 58274      | CC Bazois Loire Morvan | 17,30            | 108 (2022)                        | 6,2                | modifier les données · modifier les données |
| Sémelay                      | 58276      | CC Bazois Loire Morvan | 33,53            | 223 (2022)                        | 6,7                | modifier les données · modifier les données |
| Sermages                     | 58277      | CC Bazois Loire Morvan | 22,07            | 191 (2022)                        | 8,7                | modifier les données · modifier les données |
| Tazilly                      | 58287      | CC Bazois Loire Morvan | 25,81            | 184 (2022)                        | 7,1                | modifier les données · modifier les données |
| Ternant                      | 58289      | CC Bazois Loire Morvan | 19,38            | 167 (2022)                        | 8,6                | modifier les données · modifier les données |
| Thaix                        | 58290      | CC Bazois Loire Morvan | 20,04            | 43 (2022)                         | 2,1                | modifier les données · modifier les données |
| Vandenesse                   | 58301      | CC Bazois Loire Morvan | 32,49            | 293 (2022)                        | 9,0                | modifier les données · modifier les données |
| Villapourçon                 | 58309      | CC Bazois Loire Morvan | 50,43            | 411 (2022)                        | 8,1                | modifier les données · modifier les données |
| Canton de Luzy               | 5810       |                        | 895,02           | 11 785 (2022)                     | 13                 | modifier les données                        |

## Démographie

### Démographie avant 2015
| 1962  | 1968  | 1975  | 1982  | 1990  | 1999  | 2006  | 2011  | 2012  |
| ----- | ----- | ----- | ----- | ----- | ----- | ----- | ----- | ----- |
| 7 401 | 7 051 | 6 481 | 6 144 | 5 249 | 4 749 | 4 477 | 4 355 | 4 314 |

### Démographie depuis 2015
En 2022, le canton comptait 11 785 habitants, en évolution de −3,61 % par rapport à 2016 (Nièvre : −3,28 %, France hors Mayotte : +2,11 %).
| 2013   | 2018   | 2022   |
| ------ | ------ | ------ |
| 12 734 | 12 065 | 11 785 |